# ハーベスト・ストーム
『ハーヴェスト・ストーム』（Harvest Storm）は、アルタンによる3枚目のスタジオ・アルバム。1992年にグリーン・リネットから（日本では4月25日にミュージックシーンから）発売。

## 収録曲
1. かわいいペグのリール - "Pretty Peg/New Ships a Sailing/The Bird's Nest/The Man From Bundoran" – 3:37
2. ドーナルとモーラグ - "Dónal Agus Mórag" – 4:27
3. パイパーの王 - "King of the Pipers" – 3:08
4. シーマス・オ・ヒャナハンのジグ - "Séamus O'Shanahan's/Walking in Liffey Street" – 2:33
5. わたしの恋人 - "Mo Choill" – 4:10
6. 雪降る小道 - "The Snowy Path" – 2:12
7. ハーヴェスト・ストーム・リール - "Drowsy Maggie/Rakish Paddy/Harvest Storm" – 2:57
8. あれはあんたのおばあちゃん - "Sí Do Mhaimeo Í" – 2:50
9. マクファーレーのリール - "McFarley's/Mill Na Máidí" – 2:25
10. ロスィズ・ハイランド - "The Rosses Highlands" – 2:58
11. ある貴族の結婚 - "A Nobleman's Wedding" – 6:35
12. かわがらすのストラスペイとリール - "Bog An Lochain/Margree Reel/The Humours of Westport" – 3:34
13. ドビンの花咲く谷 - "Dobbin's Flowery Vale" – 4:20

## パーソネル

### アルタン
- マレード・ニ・ウィニー (Mairéad Ní Mhaonaigh) - フィドル、ボーカル
- フランキー・ケネディ (Frankie Kennedy) - フルート、口笛、バック・ボーカル
- キーラン・トゥーリッシュ (Ciarán Tourish) - フィドル、口笛、バック・ボーカル
- ポール・オショネシー (Paul O'Shaughnessy) - フィドル
- キーラン・クラン (Ciarán Curran) - ブズーキ、ギター
- マーク・ケリー (Mark Kelly) - ギター、バック・ボーカル
- ダヒー・スプロール (Dáithí Sproule) - ギター on "The Rosses Highlands"、バック・ボーカル

### ゲスト・ミュージシャン
- フリーダ・グレイ (Frieda Gray) - アイリッシュ・ステップダンス on "Mill na Máidí"
- トミー・ヘイズ (Tommy Hayes) - バウロン、バス・バウロン、パーカッション、口琴
- ドーナル・ラニー (Dónal Lunny) - キーボード、バス・バウロン on "Dónal Agus Mórag"
- リアム・オ・メンリィ (Liam Ó Maonlaí) - ディジュリドゥ on "Sí Do Mhaimeo Í"